# Лазаретный переулок
Лазаре́тный переу́лок — переулок в Адмиралтейском районе Санкт-Петербурга. Проходит от Введенского канала в сторону Большого Казачьего переулка.

## История наименования
Название известно с 1887 года — по находившемуся вблизи переулка лазарету лейб-гвардии Семёновского полка.

## Достопримечательности
- Дом № 2 — главное здание госпиталя, построенное в 1799 году по проекту архитектора Ф. И. Демерцова, позднее надстроено и реконструировано в 1946—1951 гг.[1] Фасад здания украшен скульптурными портретами выдающихся врачей и биологов: Н. И. Пирогова, С. П. Боткина, И. П. Павлова, З. П. Соловьёва, Н. Н. Бурденко. С 1945 года в нём размещается Военно-медицинский музей.

## Транспорт
Ближайшая станция метро — «Пушкинская».